# بحر تيمور

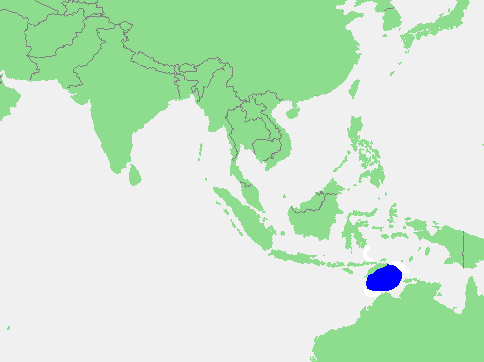
موقع بحر تيمور

بحر تيمور (الاندونيسيه: لاوت تيمور ؛ البرتغاليه : مار تيمور) يشكل ذراع من المحيط الهندي ويقع بين جزر روت وتيمور، الآن مقسم بين اندونيسيا وتيمور الشرقية، والإقليم الشمالي من أستراليا.
يمتد البحر على نحو 480 كيلومترا (300 ميلا من النظام الأساسي) على نطاق واسع، ويغطي مساحة تبلغ حوالي 610000 كيلومتر مربع. (235.000 ميل مربع). أعمق نقطة هي تيمور الحوض الصغير في الجزء الشمالي من البحر، الذي يصل إلى عمق 3300 متر (10800 قدم).
تحت بحر تيمور تكمن احتياطيات كبيرة من النفط والغاز. عدد من مشاريع نفطية في عرض البحر تشرع في العمل هناك. أكبر حقل غاز اكتشف في عام 1974 ويتوقع ان يكسب تيمور الشرقية أرباح بمبلغ اجمالي قدره 4 بلايين دولار.